# Анагности, Роза
Роза Анагности (Roza Anagnosti; род. 27 октября 1943, Шкодер) — албанская актриса, заслуженная артистка Албании. В 1966 году, после заключения брака с режиссёром Димитером Анагности работала Народном театре (Teatri Popullor) в Тиране. Некоторыми из самых успешных фильмов Розы в те годы были в фильм «Старые раны» (Plagë të vjetra, 1969), снятый Димитером, и картина «Тема ожидается» (Fije që priten, 1976) режиссёра Muharrem Fejzo. Картина «Mesonjëtorja» (1979), также снятая Muharrem Fejzo, принесла Розе Анагности приз как лучшей актрисе и выиграла кубок кинофестиваля в 1981 году.

## Биография
Роза Анагности родилась 27 октября 1943 года в Шкодере. Первые любительские роли она исполняла на сцене в Доме пионеров в Шкодере, ещё учась в школе. После окончания средней школы она работала в театре «Мигжени» в Шкодере. В 20 лет она впервые снялась в кино: её первой ролью была небольшая роль школьной учительницы в фильме «Специальное задание» (Detyrë e posaçme, 1963), снятом режиссёром Кристача Дамо.
Через год Роза Анагности снялась в кинофильме «Наша земля» (1964) албанского сценариста и режиссёра Hysen Hakani. Спустя два года, в 1966 году, он успешно сотрудничала с режиссёром-дебютантом Димитером Анагности в фильме «Komisari i Dritës»; после этого фильма Димитер стал её мужем. Молодая семья стала жить в Тиране.
Следующий период стал для Розы Анагности «самым блестящим» этапом в карьере: она сыграла сразу несколько ролей в Национальном театре в Тиране и много снималась в кино. Она стала весьма популярной актрисой у целого ряда режиссёров. В этот период она сыграла более чем в 20 фильмах и выиграла несколько национальных призов.
В 1960-е и последующие годы чета Анагности стала «символом успеха» в искусстве в целом и в киноискусстве, в частности. Некоторыми из самых успешных фильмов Розы в те годы были в фильм «Старые раны» (Plagë të vjetra, 1969), снятый Димитером, и картина «Тема ожидается» (Fije që priten, 1976) режиссёра Muharrem Fejzo, которая выиграла медаль кинофестиваля 1977 года. Картина «Mesonjëtorja» (1979), также снятая Muharrem Fejzo, принесла Розе Анагности приз как лучшей актрисе и выиграла кубок фестиваля в 1981 году. Фильм с участием Анагности «Дорога к свободе» (Rruga e lirisë, 1982), снятый режиссёром Esat Musliu, выиграл второй приз кинофестиваля.
Роза продолжала сниматься и в 1980-е годы: это были работы «Красный бес» (1982), «Горькая весна» (1985), «Невидимый мир» (1987), «Моя семья» (1987) и ряд других. В дополнение к ряду наград за свою долгую карьеру, Роза Анагности имеет также звание «Заслуженный артист Албании» и «Mjeshtre e Madhe e Punës». В 1994 году Анагности вышла на пенсию.

## Семья
Роза Анагности вышла замуж за Димитера Анагности, ставшего затем народным артистом Албании; в семье есть две дочери.